# Grozdan Karadżow
Grozdan Spasow Karadżow, bułg. Гроздан Спасов Караджов (ur. 14 grudnia 1966 w Starej Zagorze) – bułgarski polityk, prawnik, urzędnik i działacz społeczny, poseł do Zgromadzenia Narodowego, w latach 2021–2022 i od 2025 wicepremier, w latach 2021–2022 minister rozwoju regionalnego i robót publicznych, od 2025 minister transportu i komunikacji.

## Życiorys
Ukończył studia prawnicze na Uniwersytecie Sofijskim im. św. Klemensa z Ochrydy. Przewodniczył organizacji studenckiej na wydziale prawa, był też współprzewodniczącym federacji niezależnych zrzeszeń studenckich. W latach 90. uczestniczył w protestach studenckich, był krajowym koordynatorem stowarzyszenia działającego na rzecz uczciwych wyborów. W latach 1990–1995 pracował w bułgarskim oddziale Open Society Foundations, m.in. jako sekretarz generalny i dyrektor programowy.
W kolejnych latach był sekretarzem generalnym państwowego komitetu poczty i telekomunikacji, sekretarzem generalnym ministerstwa transportu i komunikacji, a także przewodniczącym rady dyrektorów przedsiębiorstwa telekomunikacyjnego BTK. Wchodził w skład rady nadzorczej banku Posztenska Banka, był też dyrektorem wykonawczym fundacji Demokracija i dyrektorem przedsiębiorstwa z branży IT. Należał do założycieli charytatywnej fundacji „Swetyt na Marija”.
W latach 2014–2017 z ramienia Bloku Reformatorskiego sprawował mandat posła do Zgromadzenia Narodowego 43. kadencji. W 2016 Związek Sił Demokratycznych bez powodzenia dążył do wystawienia go jako kandydata bloku w wyborach prezydenckich. W sierpniu 2021 był kandydatem na ministra transportu, technologii informacyjnych i komunikacji w tworzonym przez partię Jest Taki Lud gabinecie Płamena Nikołowa, który ostatecznie nie powstał.
W grudniu 2021 z rekomendacji ugrupowania ITN objął stanowiska wicepremiera oraz ministra rozwoju regionalnego i robót publicznych w nowo utworzonym rządzie Kiriła Petkowa. Zakończył urzędowanie wraz z całym gabinetem w sierpniu 2022. W wyborach w 2023 z listy partii ITN uzyskał mandat deputowanego 49. kadencji. W styczniu 2025 dołączył do gabinetu Rosena Żelazkowa, obejmując w nim stanowiska wicepremiera oraz ministra transportu i komunikacji.